# Guerra Ferrari-Ford

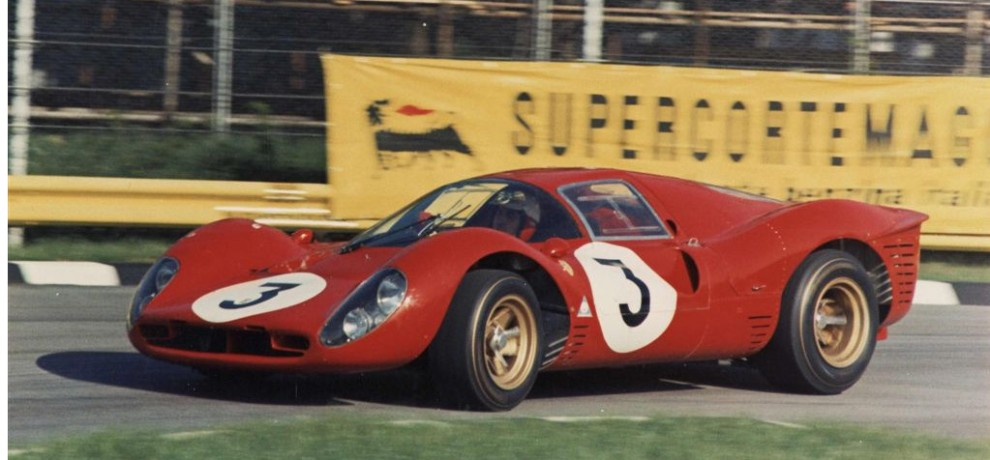
La Ferrari 330 P4 Coupé nel 1967.

Con la locuzione Guerra Ferrari-Ford si indica la profonda rivalità sportiva nelle gare automobilistiche intercorsa tra Henry Ford II, presidente dal 1945 della casa costruttrice statunitense Ford Motor Company, e il costruttore italiano Enzo Ferrari per la conquista del Campionato Mondiale Vetture Sport nella seconda metà degli anni sessanta e la cui data di inizio è generalmente indicata dai cronisti sportivi il 20 maggio 1963.

## Il contesto
Convinto che le vittorie sportive sarebbero state un'ottima pubblicità per la propria azienda, che all'inizio degli anni sessanta aveva a listino prodotti con un'immagine "popolare" (nell'accezione negativa del termine), Henry Ford II decise che la sua azienda si sarebbe dovuta confrontare con la concorrenza sui campi di gara. Pertanto nel 1962 appoggiò la scuderia di Carroll Shelby nelle gare statunitensi, dove il team manager texano aveva dimostrato di poter battere le Chevrolet Corvette vendute ai team privati dalla rivale General Motors, scontrandosi anche con la Scuderia Ferrari nelle gare statunitensi valevoli per il mondiale per vetture sport e notando che la piccola e prestigiosa azienda italiana era molto più vincente e godeva di ottima attenzione da parte della stampa, proprio quello a cui egli mirava.

## La trattativa Ford-Ferrari
Resosi conto del tempo e dei costi necessari a raggiungere il livello della Ferrari, su suggerimento di uno dei suoi dirigenti di punta, l'italoamericano Lee Iacocca, decise di acquistare la piccola casa italiana e farne il "reparto corse" della Ford e nel maggio del 1963 intavolò le trattative con Enzo Ferrari tramite suoi emissari spediti a Maranello venendo rapidamente a un accordo sulla quasi totalità degli aspetti dell'acquisizione, che prevedeva la creazione di due società distinte: una per la produzione delle vetture stradali, l'altra per l'attività sportiva.
Enzo Ferrari, all'epoca sessantacinquenne e senza un erede dopo la scomparsa nel 1956 del figlio Dino (deceduto a soli 24 anni per distrofia muscolare), accettò le proposte per dare un futuro alla sua azienda, ma quando, dopo settimane di trattative, non riuscì ad ottenere la propria totale indipendenza nella condotta dell'attività sportiva, coi negoziatori che gli confermavano che avrebbe dovuto sottoporre i suoi programmi all'approvazione della Ford, interruppe le trattative e mise alla porta i dirigenti americani.
Dopo la rottura, i due capitani d'azienda misero in campo, nel corso delle stagioni sportive che seguirono, tutte le loro risorse tecniche e le loro abilità politiche nei confronti della Federazione Internazionale dell'Automobile pur di prevalere sull'avversario.
Il potente gruppo statunitense usò tutta la sua influenza per mettere in difficoltà la Scuderia Ferrari nel campo delle competizioni. Durante le stagioni sportive del 1964 e 1965, la Ferrari si scontrò con il rigido atteggiamento della FIA che, sulla base di una opinabile interpretazione dei regolamenti tecnici, impose un forte aumento del numero di esemplari da omologare per le vetture "Gran Turismo", impossibili da superare nei tempi richiesti per un'azienda poco più che artigianale come la Ferrari.
Dopo aver inutilmente invocato il sostegno delle autorità sportive nazionali, Enzo Ferrari prese la celebre e provocatoria decisione di restituire la licenza sportiva italiana e di iscrivere le sue vetture con i colori statunitensi della NART, nelle ultime due gare del campionato di Formula 1 del 1964.

## L'entrata in campo della FIAT
Molto probabilmente il piccolo team italiano avrebbe però finito con il soccombere alle pressioni, senza il provvido sostegno giunto dalla FIAT che colse l'occasione di attirare nella propria orbita la Ferrari, azienda di minuscole dimensioni, ma di enorme prestigio e notorietà sportiva.
Il 1º marzo 1965 venne annunciato alla stampa l'accordo FIAT-Ferrari che sanciva la fine dell'isolamento per la Casa di Maranello. Tale accordo diede vita al marchio automobilistico Dino, basato sulla comune progettazione e produzione in piccola serie di motorizzazioni sportive.

## La fine delle ostilità
Nel corso della stagione agonistica 1967, con l'intenzione di ridurre le velocità raggiunte a Le Mans e sugli altri circuiti veloci di quell'epoca dai prototipi di Gruppo 6 (che non avevano limite di cilindrata) quali, significativamente, quelli della Ford (dotati di motori da 7 litri ad aste e bilancieri dalla coppia esuberante) e della Ferrari (spinti da motori da 4 litri a quattro alberi a camme ad altissimo regime di rotazione) e allo scopo di coinvolgere nelle gare di durata le case costruttrici dei motori da 3 litri introdotti in Formula 1 a partire dal 1966, la Commissione Sportiva Internazionale (C.S.I. - all'epoca il settore indipendente della FIA dedicato alle competizioni) annunciò l'istituzione di un nuovo Campionato Internazionale Marche. Tale competizione si sarebbe disputata nelle quattro stagioni sportive che andavano dal 1968 al 1971 e vi avrebbero gareggiato gli Sportprototipi di Gruppo 6 con cilindrata limitata a 3 litri.
Le due Case si ritrovarono di colpo nell'impossibilità di usare in gara vetture che rappresentavano il meglio della loro capacità tecnica e che avevano richiesto ingenti investimenti per essere realizzate. La Ford, soddisfatta dall'aver ottenuto la vittoria sulle Ferrari a Le Mans nel biennio 1966-1967 con le sue GT40 Mk II e Mk IV, ritenne di aver raggiunto il proprio obiettivo e ritirò nel suo museo a Dearborn la sua ultima e più sofisticata creatura, che aveva disputato solo due gare vincendole entrambe: per la stagione 1968 il marchio dell'Ovale blu sarebbe stato rappresentato dalle vecchie GT40 Mk I (con gli ultimi esemplari spinti dal 5,7 litri riportati alla cilindrata di 5 litri, per poter rispettare i limiti di omologazione del Gruppo 4) e iscritte da team privati (il più vincente dei quali fu l'inglese JWA) e da un nuovo prototipo realizzato in Inghilterra dall'Alan Mann Racing, spinto dal propulsore Cosworth DFV e battezzato Ford P68 o Ford 3L, realizzato col supporto indiretto della filiale europea della Casa.
Enzo Ferrari, contrariato dal fatto di dover chiudere in un museo le sue competitive P4 con motori da 4 litri, contestò aspramente il cambio regolamentare e perciò si rifiutò di partecipare al nuovo campionato nonostante avesse già disponibile il motore 3 litri delle sue F1 per poter allestire un prototipo: le finanze dell'azienda non gli permettevano ulteriori investimenti, perciò si concentrò per il 1968 sulla massima categoria delle monoposto, ma l'anno successivo avrebbe cambiato idea, realizzando la problematica Ferrari 312P con motore V12 derivato da quello della Ferrari 312 F1.